# فيودور تشين
فيودور تشين (بالإنجليزية: Feodor Chin)‏ مواليد 18 أغسطس 1974 في سان فرانسيسكو، هو ممثل ومخرج ومنتج وكاتب سيناريو أمريكي بدأ مسيرته الفنية سنة 2000.

## الأعمال

### أفلام
- آنسة ستيفنز (2016)

### مسلسلات
- ذا بولد أند ذا بيوتيفول (2013)
- ذا ميندي بروجيكت (2013)
- الفتاة الجديدة (2016)
- لوبيز (2016) (بدور: جون)
- العرض العادي (2016)

### ألعاب فيديو
- سلبينغ دوغز (2012)
- اكس كوم: العدو المجهول (2012)
- الينس:كولونيال مارينيس (2013)
- سلاحف النينجا: أوت أوف ذا شادوز (2013)
- إيفولف (2015)
- أوفرواتش (2016)

## وصلات خارجية
- فيودور تشين على موقع IMDb (الإنجليزية)
- فيودور تشين على موقع ألو سيني (الفرنسية)
- فيودور تشين على موقع ميوزك برينز (الإنجليزية)
- فيودور تشين على موقع أول موفي (الإنجليزية)
- فيودور تشين على موقع قاعدة بيانات الفيلم (الإنجليزية)
- فيودور تشين على موقع كينوبويسك (الروسية)
- الموقع الرسمي